# Horlivka
Horlivka (Oekraïens: Горлівка; Russisch: Горловка, Gorlovka) is een stad en gemeente in het oosten van Oekraïne, in de oblast Donetsk. In 2021 had de stad 241.106 inwoners. Sinds de Russisch-Oekraïense Oorlog, wordt de stad de facto bestuurd door de door Rusland erkende volksrepubliek Donetsk.

## Geschiedenis
De nederzetting werd in 1867 gesticht door Pjotr Gorlov, ook al was het tot de jaren dertig van de twintigste eeuw niet meer dan een hoeveelheid mijnkampen. In de jaren dertig kende het echter een grote groei.

## Economie
Horlivka staat bekend om zijn kolenmijnen en is een chemisch industrieel centrum, enkele tientallen kilometers ten noordoosten van de steden Donetsk en Makijivka.
Recentelijk zijn veel mijnen gesloten en mede daarom is gedurende de jaren negentig het inwoneraantal van de stad met meer dan tien procent afgenomen.

## Stedenband
- Barnsley, Verenigd Koninkrijk

## Geboren in Horlivka
- Aleksandr Ponomarjov (1918-1973), voetballer
- Nikolai Kapoestin (1937-2020), componist en pianist
- Aleksandr Volkov (1948), Sovjet-Russisch kosmonaut
- Serhij Rebrov (1974), voetballer
- Roeslan Ponomarjov (1983), schaker
- Olena Pavlukhina (1989), wielrenster
- Mykyta Sjevtsjenko (1993), voetballer

Plattegrond met gebieden onder controle van de Volksrepublieken